# Tour de France 2010
Le Tour de France 2010 est la 97e édition du Tour de France cycliste. Il s'est déroulé du 3 au 25 juillet 2010. 
Le Luxembourgeois Andy Schleck remporte cette édition après le déclassement de l'Espagnol Alberto Contador de l'équipe Astana pour dopage par décision en date du 6 février 2012 du Tribunal arbitral du sport,. Il devance au classement général Samuel Sanchez et Jurgen Van den Broeck. Andy Schleck remporte par la même occasion et pour la troisième fois le maillot blanc de meilleur jeune. Il est le premier Luxembourgeois à remporter le Tour depuis Charly Gaul qui a gagné en 1958. L'Italien Alessandro Petacchi (Lampre-Farnese), vainqueur de deux étapes, est le lauréat du classement par points et le Français Anthony Charteau celui du maillot à pois du classement de la montagne.

## Présentation

### Parcours
Le prologue a lieu à Rotterdam aux Pays-Bas. Après Amsterdam en 1954, premier départ du Tour hors de France, la « Grande Boucle » est partie de Schéveningue en 1973, de Leyde en 1978 et de Bois-le-Duc en 1996. Il s'agit donc du cinquième départ du Tour aux Pays-Bas. C'est le troisième départ des Pays-Bas en trois grands tours consécutifs, après Assen pour le Tour d'Espagne 2009 et Amsterdam pour le Tour d'Italie 2010.
Après une première étape de plaine, deux étapes empruntent les routes de deux types de classiques : les classiques ardennaises entre Bruxelles et Spa ; et les classiques flandriennes entre Wanze et Arenberg. Cette étape, la troisième, emprunte 13,2 km de routes pavées.
Puis viennent trois étapes de plaines et une étape de moyenne montagne entre Tournus et la station des Rousses, avec une arrivée précédée d'une montée finale de 14 km.
La huitième étape comprend l'ascension du col de la Ramaz et une montée finale vers Morzine-Avoriaz. Après la première journée de repos, la neuvième étape est longue de 204 km et comprend quatre ascensions : les cols de la Colombière, des Aravis et des Saisies puis le col de la Madeleine et ses 25,4 km de montée à 6,1 % jusqu'à Saint-Jean-de-Maurienne.
L'année 2010 étant l'année du 150e anniversaire de l'annexion de la Savoie par la France, l'étape du 14 juillet démarre de la capitale savoyarde, Chambéry. Cette étape de moyenne montagne est suivie de deux étapes de plaine, la 11e et la 13e, et d'une étape vallonnée, la douzième.
Viennent ensuite les Pyrénées, à l'honneur cette année pour célébrer les 100 ans du premier passage dans ce massif. Cela commencera avec la 14e étape, qui part de Revel, passe par le Port de Pailhères et finit par la montée vers Ax 3 Domaines, longue de 7,9 km à 8,3 %. Lors de la 15e étape, les coureurs franchiront trois cols : le col du Portet-d'Aspet et le col des Ares, empruntés lors de la première étape de montagne en 1910, et le Port de Balès, emprunté seulement en 2007. La 16e étape, Bagnères-de-Luchon-Pau, sera marqué par l'enchaînement Peyresourde-Aspin-Tourmalet-Aubisque. Après la deuxième journée de repos, lors de la 17e étape, les coureurs partiront de Pau, franchiront le col de Marie-Blanque et le col du Soulor, avant le Tourmalet. Ce sera la deuxième fois que l'arrivée sera jugée à son sommet, après une première en 1974. Deux prix seront attribués au sommet du Tourmalet : le souvenir Jacques Goddet lors de la 16e étape et le souvenir Henri Desgrange lors de la 17e étape.
Suivent une étape de plaine, puis un contre-la-montre de 51 km, avant l'arrivée sur les Champs-Élysées,,,,.

### Équipes

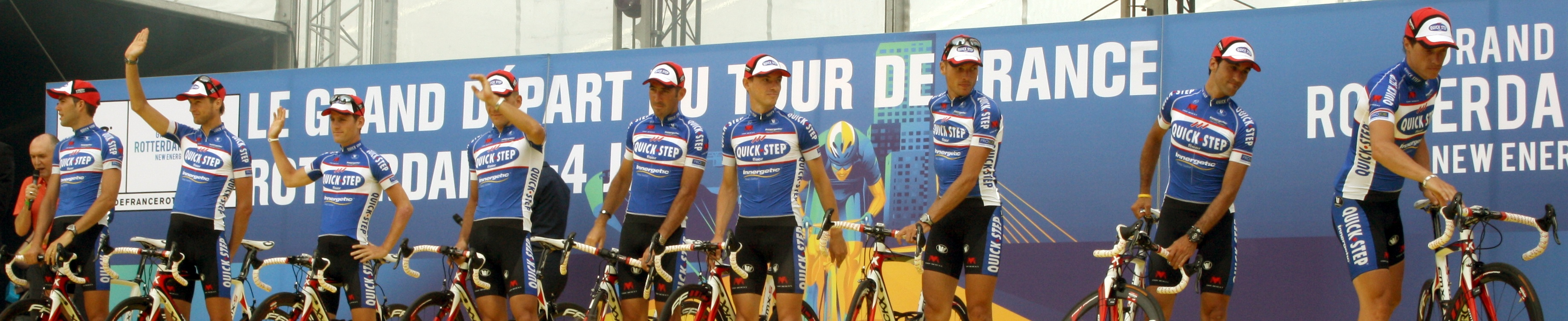
Présentation de l'équipe Quick Step

Vingt-deux équipes participent à ce Tour de France.
En vertu d'un accord signé en 2008, 16 équipes sont assurées de participer au Tour 2010 :
- Équipes ProTour : AG2R La Mondiale, Astana, Caisse d'Épargne, Team HTC-Columbia, Euskaltel-Euskadi, FDJ, Footon-Servetto, Lampre-Farnese, Liquigas-Doimo, Team Milram, Quick Step, Rabobank, Team Saxo Bank et Omega Pharma-Lotto.
- Équipes continentales professionnelles : BBox Bouygues Telecom et Cofidis.

Six autres équipes ont été sélectionnées fin mars 2010 :
- Équipes ProTour : Team RadioShack, Team Sky, Team Katusha et Garmin-Transitions
- Équipes continentales professionnelles : BMC Racing et Cervélo TestTeam.

### Participants

#### Liste des participants
Le Tour de France 2010 a été disputé par 198 coureurs répartis dans 22 équipes représentant 32 pays; 170 arrivants.

#### Favoris au classement général
Alberto Contador (Astana) est un des principaux favoris à sa succession. Andy Schleck (Team Saxo Bank), deuxième en 2009, ainsi que son coéquipier et frère Fränk, vainqueur du Tour de Suisse, sont parmi ses principaux rivaux,. Lance Armstrong (Team RadioShack) est épaulé par l'une des meilleures équipes de ce Tour, avec notamment Levi Leipheimer et Andreas Klöden. Les Liquigas-Doimo ont également plusieurs cartes à jouer, avec notamment Ivan Basso, vainqueur du Tour d'Italie, et Roman Kreuziger. Cadel Evans (BMC Racing), Denis Menchov (Rabobank) et Carlos Sastre (Cervélo TestTeam) sont également cités parmi les favoris. Parmi les outsiders, sont notamment cités Bradley Wiggins (Team Sky), Christian Vande Velde (Garmin-Transitions), Luis León Sánchez (Caisse d'Épargne), Joaquim Rodríguez (Team Katusha) Samuel Sánchez (Euskaltel-Euskadi), Jurgen Van den Broeck (Omega Pharma-Lotto) et Robert Gesink (Rabobank),.
Andy Schleck, Roman Kreuziger et Robert Gesink seront donc les principaux candidats au maillot blanc de meilleur jeune,.
Comme souvent, il est difficile de dégager un favori pour le maillot pois. En effet, seul Egoi Martínez (Euskaltel-Euskadi) a déclaré viser ce classement. Damiano Cunego (Lampre-Farnese) et Juan Manuel Gárate (Rabobank) semblent les plus à même pour contrecarrer ses plans,,.

#### Favoris au classement par points
Thor Hushovd (Cervélo TestTeam), Mark Cavendish (Team HTC-Columbia) et Tyler Farrar (Garmin-Transitions) sont les principaux favoris au maillot vert, avec comme principaux rivaux Óscar Freire (Rabobank), Alessandro Petacchi (Lampre-Farnese), José Joaquín Rojas (Caisse d'Épargne), Gerald Ciolek (Team Milram), Robbie McEwen (Team Katusha) et Edvald Boasson Hagen (Team Sky),,.

## Règlement de la course
Le règlement officiel général de l'épreuve est consultable ici.
- Le port du casque est obligatoire pour tous dans la totalité des étapes.
- Comme c’est le cas depuis 2005, en cas de chute dans les trois derniers kilomètres, les coureurs impliqués sont crédités du temps du groupe auquel ils appartenaient. Cette règle ne s’applique pas dans les étapes disputées en contre-la-montre et sur les arrivées au sommet d’une ascension.
- Comme c'est le cas depuis 2008, aucune bonification n'est attribuée dans le tour.

### Maillot jaune
Il récompense le leader du classement général, addition des temps réalisés à chaque étape. En cas d’égalité de temps au classement général, les centièmes de seconde enregistrés par les chronométreurs lors des épreuves contre-la-montre « individuel » sont réincorporés dans le temps total pour départager les coureurs et décider de l’attribution du maillot jaune.
En cas de nouvelle égalité, il est fait appel à l’addition des places obtenues à chaque étape et, en dernier ressort, à la place obtenue dans la dernière étape.

### Classement par points

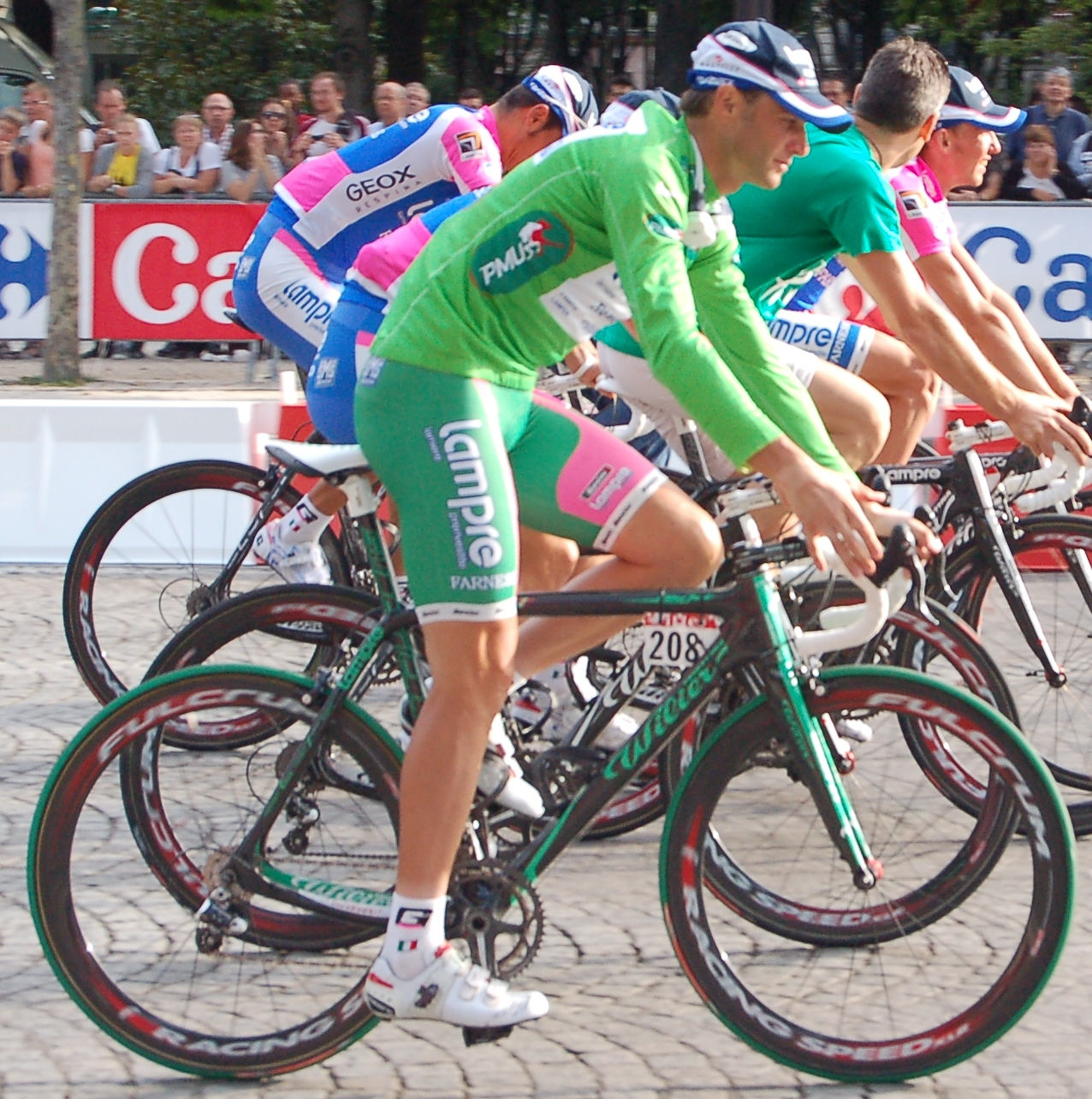
Alessandro Petacchi lors de la dernière étape du Tour de France 2010

Le classement par points est établi en fonction du barème suivant :
- arrivées des étapes « de plat » : 35, 30, 26, 24, 22, 20, 19, etc. jusqu'à 1 point pour le 25e coureur classé ;
- arrivées des étapes au « parcours accidenté » : 25, 22, 20, 18, 16, 15, etc. jusqu'à 1 point pour le 20e coureur classé ;
- arrivées des étapes de « haute montagne » : 20, 17, 15, 13, 12, 10, 9, etc. jusqu'à 1 point pour le 15e coureur classé ;
- arrivées des étapes contre-la-montre individuel : 15, 12, 10, 8, 6, 5, 4, 3, 2 et 1 point aux 10 premiers coureurs classés ;
- sprints intermédiaires (deux ou trois par étape en ligne) : 6, 4 et 2 points aux 3 premiers.

Un coureur qui arrive hors des délais (par exemple dans un éventuel gruppeto) à une étape et qui est repêché reçoit une pénalité équivalente au nombre de points attribués au vainqueur de l'étape. Cette pénalité est automatique et peut conduire à un solde de point négatifs. À l'issue de chaque étape le leader de ce classement porte le maillot vert.
En cas d'égalité de points au classement général, les coureurs sont départagés par le nombre de victoires d'étape, puis par le nombre de victoires dans les sprints intermédiaires comptant pour le classement général par point et enfin par le classement général individuel au temps en cas d'égalité absolue.

### Classement de la montagne
Le classement de la montagne est établi en fonction du barème suivant :
- Côtes hors-catégorie : 20, 18, 16, 14, 12, 10, 8, 7, 6 et 5 points pour les 10 premiers coureurs classés.
- Côtes de 1re catégorie : 15, 13, 11, 9, 8, 7, 6 et 5 points pour les 8 premiers coureurs classés.
- Côtes de 2e catégorie :  10, 9, 8, 7, 6 et 5 points pour les 6 premiers coureurs classés.
- Côtes de 3e catégorie : 4, 3, 2 et 1 point pour les 4 premiers coureurs classés.
- Côtes de 4e catégorie : 3, 2 et 1 point pour les 3 premiers coureurs classés.

Les points attribués dans les côtes hors-catégorie, 1re et 2e catégories sont doublés lorsqu'il s'agit du dernier col d'une étape.
À l'issue de chaque étape le leader de ce classement porte le maillot blanc à points rouges. Aucun point n'est attribué dans le prologue, la première étape et les trois dernières puisqu'elles ne comportent pas de cols référencés. Le porteur du maillot de meilleur grimpeur à l'arrivée de l'étape Pau - Col du Tourmalet sera donc assuré de remporter le prix, si bien sûr il n'abandonne pas.
En cas d'égalité de points entre 2 coureurs au classement général final, le coureur ayant obtenu le plus grand nombre de places de premier au sommet des cols hors catégorie est déclaré vainqueur. Si l'égalité demeure, le coureur ayant obtenu le plus grand nombre de places de premier au sommet des cols de première catégorie est déclaré vainqueur, et ainsi de suite jusqu'au cols de 4e catégories, puis enfin par le classement général individuel au temps en cas d'égalité absolue.

### Classements et prix annexes
Le classement des jeunes est réservé aux coureurs nés en 1985 ou plus tard. Le premier d’entre eux au classement général individuel au temps est leader journalier des jeunes. À l’issue de la dernière étape, il est déclaré vainqueur du classement des jeunes. En cas d'ex-æquo, les mêmes critères de départage que pour le maillot jaune sont appliqués.
Le classement général par équipes s’établit par l’addition des trois meilleurs temps individuels de chaque équipe dans toutes les étapes. À l’issue de la dernière étape, l'équipe créditée du plus petit temps est déclarée vainqueur du classement par équipes. En cas d'ex-æquo, les équipes sont départagées par leur nombre de victoires d’étapes par équipes, puis par leur nombre de places de deuxième par équipes et ainsi de suite.
Le prix de la combativité récompense le coureur le plus généreux dans l’effort et manifestant le meilleur esprit sportif. Ce prix, établi dans les étapes en ligne, est décerné par un jury présidé par le directeur de l’organisation. Le combatif de l’étape porte dans l’étape suivante un dossard rouge. À l'issue de la dernière étape un Super Combatif est désigné par les membres du Jury du Tour de France.

## Déroulement de la course

### 3 – 10 juillet: Un début de Tour mouvementé
Au départ de cette édition, 198 coureurs représentent 31 pays différents au sein de 22 équipes. Cependant la veille du départ, l'Espagnol Xavier Florencio est interdit de départ par son équipe Cervélo TestTeam pour avoir pris un médicament contenant une substance interdite sans l'accord de son équipe. Il n'est pas remplacé et ce sont donc 197 coureurs qui s'élancent sur le prologue de Rotterdam. Celui-ci est remporté par Fabian Cancellara (Team Saxo Bank), qui s'empare du même coup du maillot jaune et du maillot vert, devant Tony Martin (Team HTC-Columbia), à 10 secondes, et David Millar (Garmin-Transitions), à 20 secondes. Parmi les favoris pour la victoire finale, Lance Armstrong (Team RadioShack) et Alberto Contador (Astana) sont les mieux placés, respectivement 4e et 6e à 22 et 27 secondes.
Cancellara conserve le maillot jaune à l'issue de la 1re étape entre Rotterdam et Bruxelles, remportée au sprint par Alessandro Petacchi (Lampre-Farnese) et marquée par de nombreuses chutes. Sylvain Chavanel (Quick Step) fait coup double lors de la 2e étape, qu'il remporte sur les routes des classiques ardennaises, puisqu'il s'empare également du maillot jaune. Son coéquipier Jérôme Pineau prend le maillot à pois. Les chutes intervenues dans la descente de la côte de Stockeu causent l'abandon de Christian Vande Velde. Le peloton ne dispute pas le sprint pour la deuxième place. Lors la 3e étape, que s'adjuge Thor Hushovd (Cervélo TestTeam) (il s'empare aussi du maillot vert), l'équipe Team Saxo Bank reprend le maillot jaune avec Fabian Cancellara et Andy Schleck fait partie, avec Cadel Evans (BMC Racing), des grands bénéficiaires de cette étape qui passe par de nombreux secteurs pavés. Fränk Schleck chute et doit abandonner. Lance Armstrong, victime d'une crevaison, est l'autre grand perdant de la journée,.
L'étape suivante, allant de Cambrai à Reims, est remportée au sprint par Alessandro Petacchi, sa deuxième victoire dans ce tour. La cinquième et la sixième étape, respectivement Épernay-Montargis et Montargis-Gueugnon sont remportées au sprint par Mark Cavendish,.
L'issue de la 7e étape ressemble à celle de la deuxième. En effet, Sylvain Chavanel s'impose à la station des Rousses et prend la tunique de leader, et Jérôme Pineau conforte son maillot à pois.

### 11 – 13 juillet: Les Alpes
Andy Schleck (Team Saxo Bank) remporte la 8e étape, devançant au sprint Samuel Sánchez (Euskaltel-Euskadi), et prend 10 secondes aux autres favoris et la deuxième place au classement général. Cadel Evans (BMC Racing) s'empare de la tête du classement général et Alberto Contador (Astana) de la troisième place. Lance Armstrong (Team RadioShack) chute, une nouvelle fois, au pied du col de la Ramaz, craque dans l'ultime ascension et perd toute chance de gagner le Tour. Cadel Evans, alors maillot jaune, craque à son tour durant la 9e étape remportée par Sandy Casar (La Française des jeux), à cause d'un trait de fracture au coude. L'Australien, en larmes à l'arrivée, se voit obligé d'abandonner sa tunique au Luxembourgeois Andy Schleck, devant Contador. Samuel Sanchez et Denis Menchov (Rabobank) sont respectivement troisième et quatrième à près de trois minutes. Anthony Charteau (BBox Bouygues Telecom) s'empare du maillot à pois.

### 14 – 17 juillet: Sur la route des Pyrénées
Sérgio Paulinho (Team RadioShack) s'impose à Gap lors de la 10e étape. Jérôme Pineau (Quick Step) reprend le maillot de meilleur grimpeur. Mark Cavendish (Team HTC-Columbia) remporte le lendemain sa 3e étape. Lors de la 12e étape, Alexandre Vinokourov (Astana), dernier rescapé de l'échappée matinale, est victime de l'attaque de son coéquipier Alberto Contador, battu par Joaquim Rodríguez (Team Katusha) pour le gain de l'étape mais qui reprend 10 secondes à Andy Schleck et aux coureurs en tête du classement général. Déçu, Vinokourov se rattrape le lendemain en franchissant la ligne en solitaire. Alessandro Petacchi (Lampre-Farnese), troisième, prend la tête du classement par points.

### 18 – 22 juillet: Duels et succès français dans les Pyrénées
Christophe Riblon (AG2R La Mondiale) s'adjuge en solitaire la 14e étape. En revanche, Andy Schleck (Team Saxo Bank) et Alberto Contador (Astana) se neutralisent, et laissent même partir Samuel Sánchez (Euskaltel-Euskadi) et Denis Menchov (Rabobank), pourtant troisième et quatrième au classement général. Lors de la 15e étape, remportée par Thomas Voeckler (BBox Bouygues Telecom), Andy Schleck attaque dans le Port de Balès. Il est victime d'un saut de chaine. Alberto Contador le rattrape, ne l'attend pas, lui reprend 39 secondes et s'empare du maillot jaune pour 8 secondes.
Pierrick Fédrigo (BBox Bouygues Telecom) s'impose lors de la 16e étape. Thor Hushovd (Cervélo TestTeam) reprend le maillot vert et Christophe Moreau (Caisse d'Épargne) revient à 15 pts d'Anthony Charteau dans la conquête du maillot à pois. Lors de la 17e étape, Andy Schleck et Alberto Contador s'échappent dans le Tourmalet, puis se neutralisent. Schleck franchit la ligne le premier, mais Contador reste en jaune. Dans la lutte pour la troisième place, Samuel Sanchez reprend 8 secondes à Denis Menchov et compte désormais 21 secondes d'avance sur son rival.

### 23 – 25 juillet: Derniers changements
Mark Cavendish s'impose au sprint lors de la 18e étape. Alessandro Petacchi prend la tête du classement par points. Le dernier contre-la-montre, remporté par Fabian Cancellara (Team Saxo Bank), voit Alberto Contador conforter son maillot jaune. Quant à la bagarre pour le podium, Denis Menchov passe devant Samuel Sánchez (Euskaltel-Euskadi). La 20e et dernière étape est le théâtre de la lutte finale pour l'obtention du maillot vert, dont les acteurs sont Alessandro Petacchi (Lampre-Farnese), Thor Hushovd (Cervélo TestTeam) et Mark Cavendish (Team HTC-Columbia). Ce dernier franchit la ligne le premier et Petacchi remporte le classement par points, avec 11 points d'avance sur Cavendish et 21 sur Hushovd. Le peloton étant arrivé groupé, Alberto Contador (Astana) remporte ce Tour de France 2010, son troisième après 2007 et 2009. Il a 39 secondes d'avance sur Andy Schleck (Team Saxo Bank), soit le temps exact perdu lors du saut de chaîne, qui s'adjuge également pour la troisième fois le maillot blanc de meilleur jeune. Denis Menchov (Rabobank) complète le podium, à 2 minutes et 1 seconde. Anthony Charteau (BBox Bouygues Telecom) remporte le classement du meilleur grimpeur et le Team RadioShack celui de la meilleure équipe.
Alberto Contador sera par la suite déclassé à la suite du jugement du TAS de janvier 2012 après son contrôle positif au clenbuterol lors du tour de France 2010. Andy Schleck est alors déclaré vainqueur de la course. 
La moyenne de ce Tour est de 39,896 km/h.

## Étapes
| Étape,    | Date            | Villes étapes                               |                             | Distance (km)         | Vainqueur d’étape     | Leader du classement général |
| --------- | --------------- | ------------------------------------------- | --------------------------- | --------------------- | --------------------- | ---------------------------- |
| Prologue  | sam. 3 juillet  | Rotterdam (NED) – Rotterdam (NED)           | Contre-la-montre individuel | 8,9                   | Fabian Cancellara     | Fabian Cancellara            |
| 1re étape | dim. 4 juillet  | Rotterdam (NED) – Bruxelles (BEL)           | Étape de plaine             | 223,5                 | Alessandro Petacchi   | Fabian Cancellara            |
| 2e étape  | lun. 5 juillet  | Bruxelles (BEL) – Spa (BEL)                 | Étape accidentée            | 201                   | Sylvain Chavanel      | Sylvain Chavanel             |
| 3e étape  | mar. 6 juillet  | Wanze (BEL) – Arenberg - Porte du Hainaut   | Étape de plaine             | 213                   | Thor Hushovd          | Fabian Cancellara            |
| 4e étape  | mer. 7 juillet  | Cambrai – Reims                             | Étape de plaine             | 153,5                 | Alessandro Petacchi   | Fabian Cancellara            |
| 5e étape  | jeu. 8 juillet  | Épernay – Montargis                         | Étape de plaine             | 187,5                 | Mark Cavendish        | Fabian Cancellara            |
| 6e étape  | ven. 9 juillet  | Montargis – Gueugnon                        | Étape de plaine             | 227,5                 | Mark Cavendish        | Fabian Cancellara            |
| 7e étape  | sam. 10 juillet | Tournus – Station des Rousses               | Étape accidentée            | 165,5                 | Sylvain Chavanel      | Sylvain Chavanel             |
| 8e étape  | dim. 11 juillet | Station des Rousses – Morzine - Avoriaz     | Étape de montagne           | 189                   | Andy Schleck          | Cadel Evans                  |
|           | lun. 12 juillet | Morzine - Avoriaz                           | Jour de repos               | Journée de repos no 1 | Journée de repos no 1 | Journée de repos no 1        |
| 9e étape  | mar. 13 juillet | Morzine - Avoriaz – Saint-Jean-de-Maurienne | Étape de montagne           | 204,5                 | Sandy Casar           | Andy Schleck                 |
| 10e étape | mer. 14 juillet | Chambéry – Gap                              | Étape accidentée            | 179                   | Sérgio Paulinho       | Andy Schleck                 |
| 11e étape | jeu. 15 juillet | Sisteron – Bourg-lès-Valence                | Étape de plaine             | 184,5                 | Mark Cavendish        | Andy Schleck                 |
| 12e étape | ven. 16 juillet | Bourg-de-Péage – Mende                      | Étape accidentée            | 210,5                 | Joaquim Rodríguez     | Andy Schleck                 |
| 13e étape | sam. 17 juillet | Rodez – Revel                               | Étape de plaine             | 196                   | Alexandre Vinokourov  | Andy Schleck                 |
| 14e étape | dim. 18 juillet | Revel – Ax 3 Domaines                       | Étape de montagne           | 184,5                 | Christophe Riblon     | Andy Schleck                 |
| 15e étape | lun. 19 juillet | Pamiers – Bagnères-de-Luchon                | Étape de montagne           | 187,5                 | Thomas Voeckler       | Andy Schleck                 |
| 16e étape | mar. 20 juillet | Bagnères-de-Luchon – Pau                    | Étape de montagne           | 199,5                 | Pierrick Fédrigo      | Andy Schleck                 |
|           | mer. 21 juillet | Pau                                         | Jour de repos               | Journée de repos no 2 | Journée de repos no 2 | Journée de repos no 2        |
| 17e étape | jeu. 22 juillet | Pau – Col du Tourmalet                      | Étape de montagne           | 174                   | Andy Schleck          | Andy Schleck                 |
| 18e étape | ven. 23 juillet | Salies-de-Béarn – Bordeaux                  | Étape de plaine             | 198                   | Mark Cavendish        | Andy Schleck                 |
| 19e étape | sam. 24 juillet | Bordeaux – Pauillac                         | Contre-la-montre individuel | 52                    | Fabian Cancellara     | Andy Schleck                 |
| 20e étape | dim. 25 juillet | Longjumeau – Paris - Champs-Élysées         | Étape de plaine             | 102,5                 | Mark Cavendish        | Andy Schleck                 |

## Classements

### Classement général final

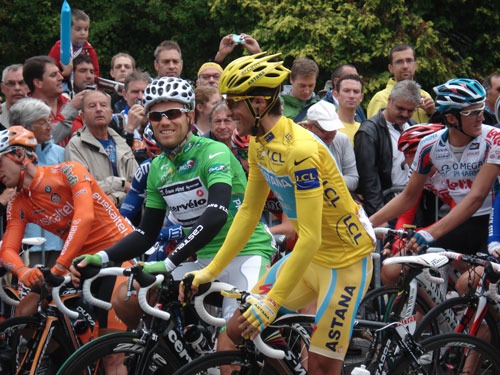
Alberto Contador portant le maillot jaune lors de la

Initialement vainqueur (en 91 h 58 min 48 s), Alberto Contador est déclassé en 2012. Les vingt premières places sont réattribuées, dont la 1re au profit d'Andy Schleck, afin que tous les points UCI qu’offrent la course soient répartis, mais la 21e place reste vacante. Lance Armstrong, initialement 23e à 39 min 20 s de Contador, et Carlos Barredo, 41e à 1 h 20 min 11 s de Contador, sont aussi déclassés et leurs places respectives sont laissées vacantes.
En 2014, Denis Menchov, classé troisième à 2 min 1 s d'Alberto Contador puis deuxième après la disqualification de ce dernier (à 1 min 22 s d'Andy Schleck), est à son tour déclassé pour violation des règles antidopage. Conformément à la révision du 1er septembre 2013 de l’article 2.6.037 du règlement de l’UCI, seules les trois premières places sont alors réattribuées, les autres places ne sont pas modifiées, ainsi Sánchez est reclassé 2e, Van den Broeck 3e et la 4e place est laissée vacante.
| Classement général | Classement général            | Classement général | Classement général         | Classement général  |
|                    | Coureur                       | Pays               | Équipe                     | Temps               |
| ------------------ | ----------------------------- | ------------------ | -------------------------- | ------------------- |
| 1er                | Alberto Contador Andy Schleck | Espagne Luxembourg | Astana Saxo Bank           | en 91 h 59 min 27 s |
| 2e                 | Denis Menchov Samuel Sánchez  | Russie Espagne     | Rabobank Euskaltel-Euskadi | + 3 min 1 s         |
| 3e                 | Jurgen Van den Broeck         | Belgique           | Omega Pharma-Lotto         | + 6 min 15 s        |
| 4e                 | Place vacante                 | —                  | —                          |                     |
| 5e                 | Robert Gesink                 | Pays-Bas           | Rabobank                   | + 8 min 52 s        |
| 6e                 | Ryder Hesjedal                | Canada             | Garmin-Transitions         | + 9 min 36 s        |
| 7e                 | Joaquim Rodríguez             | Espagne            | Katusha                    | + 10 min 59 s       |
| 8e                 | Roman Kreuziger               | République tchèque | Liquigas-Doimo             | + 11 min 15 s       |
| 9e                 | Christopher Horner            | États-Unis         | RadioShack                 | + 11 min 23 s       |
| 10e                | Luis León Sánchez             | Espagne            | Caisse d'Épargne           | + 13 min 42 s       |
| 11e                | Rubén Plaza                   | Espagne            | Caisse d'Épargne           | + 13 min 50 s       |
| 12e                | Levi Leipheimer               | États-Unis         | RadioShack                 | + 14 min 1 s        |
| 13e                | Andreas Klöden                | Allemagne          | RadioShack                 | + 15 min 57 s       |
| 14e                | Nicolas Roche                 | Irlande            | AG2R La Mondiale           | + 16 min 20 s       |
| 15e                | Alexandre Vinokourov          | Kazakhstan         | Astana                     | + 17 min 7 s        |
| 16e                | Thomas Lövkvist               | Suède              | Sky                        | + 20 min 7 s        |
| 17e                | Kevin De Weert                | Belgique           | Quick Step                 | + 21 min 15 s       |
| 18e                | John Gadret                   | France             | AG2R La Mondiale           | + 23 min 25 s       |
| 19e                | Carlos Sastre                 | Espagne            | Cervélo Test               | + 25 min 58 s       |
| 20e                | Daniel Moreno                 | Espagne            | Omega Pharma-Lotto         | + 28 min 59 s       |
| 21e                | Place vacante                 | —                  | —                          |                     |
| 22e                | Christophe Moreau             | France             | Caisse d'Épargne           | + 33 min 22 s       |
| 23e                | Lance Armstrong Place vacante | États-Unis —       | RadioShack —               |                     |
| 24e                | Bradley Wiggins               | Royaume-Uni        | Sky                        | + 38 min 45 s       |
| 25e                | Sandy Casar                   | France             | FDJ                        | + 45 min 13 s       |
| modifier           |                               |                    |                            |                     |

### Classements annexes finals

#### Classement par points
| Classement par points | Classement par points | Classement par points | Classement par points | Classement par points |
| --------------------- | --------------------- | --------------------- | --------------------- | --------------------- |
|                       | Coureur               | Pays                  | Équipe                | Point(s)              |
| 1er                   | Alessandro Petacchi   | Italie                | Lampre-Farnese        | 243 points            |
| 2e                    | Mark Cavendish        | Royaume-Uni           | HTC-Columbia          | 232 pts               |
| 3e                    | Thor Hushovd          | Norvège               | Cervélo Test          | 222 pts               |
| 4e                    | José Joaquín Rojas    | Espagne               | Caisse d'Épargne      | 179 pts               |
| 5e                    | Robbie McEwen         | Australie             | Katusha               | 179 pts               |
| 6e                    | Edvald Boasson Hagen  | Norvège               | Sky                   | 161 pts               |
| 7e                    | Sébastien Turgot      | France                | BBox Bouygues Telecom | 135 pts               |
| 8e                    | Gerald Ciolek         | Allemagne             | Milram                | 126 pts               |
| 9e                    | Jürgen Roelandts      | Belgique              | Omega Pharma-Lotto    | 124 pts               |
| 10e                   | Lloyd Mondory         | France                | AG2R La Mondiale      | 119 pts               |
| modifier              |                       |                       |                       |                       |

#### Classement du meilleur grimpeur

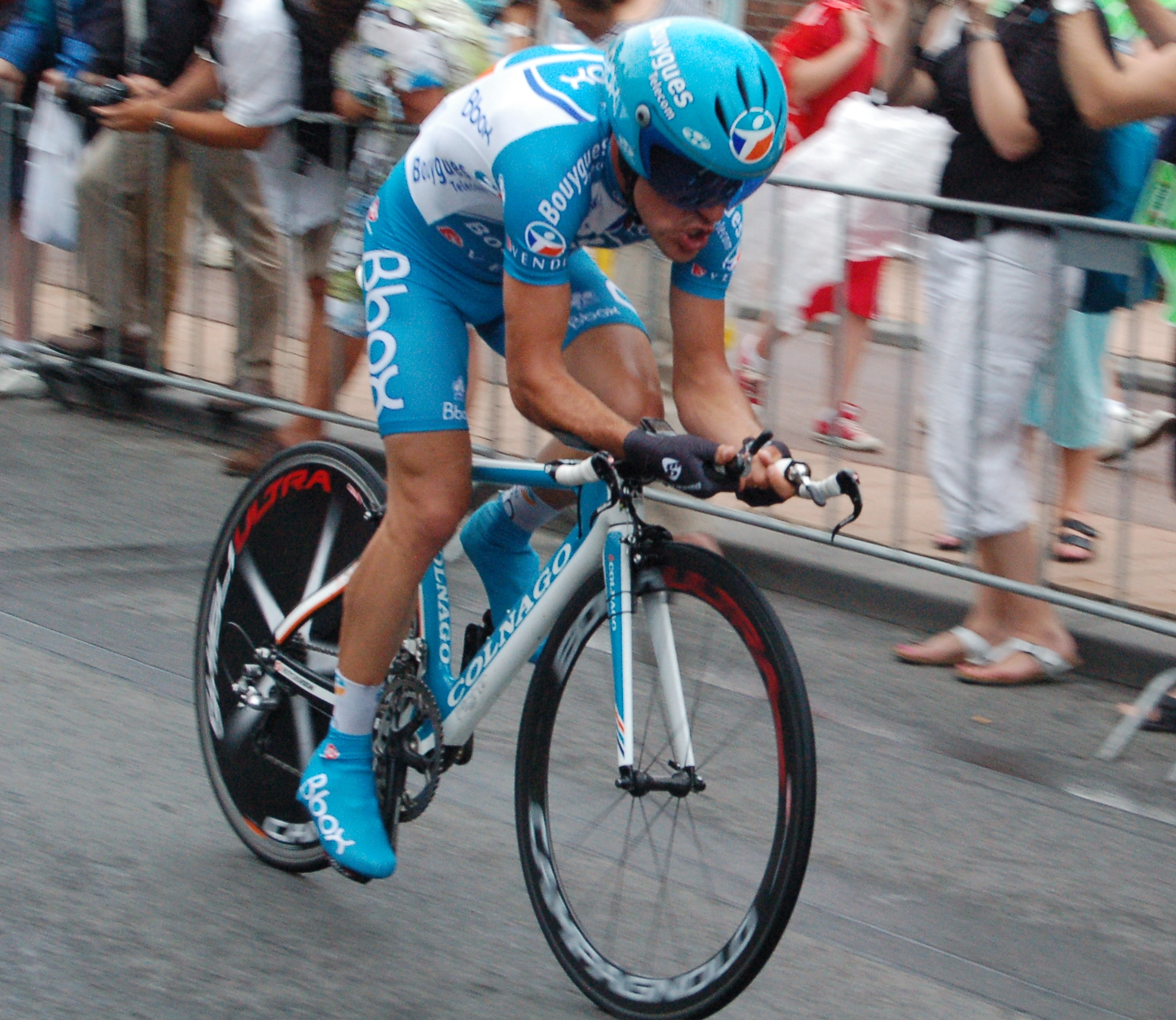
Anthony Charteau lors du prologue

| Classement du meilleur grimpeur | Classement du meilleur grimpeur | Classement du meilleur grimpeur | Classement du meilleur grimpeur | Classement du meilleur grimpeur |
| ------------------------------- | ------------------------------- | ------------------------------- | ------------------------------- | ------------------------------- |
|                                 | Coureur                         | Pays                            | Équipe                          | Point(s)                        |
| 1er                             | Anthony Charteau                | France                          | BBox Bouygues Telecom           | 143 points                      |
| 2e                              | Christophe Moreau               | France                          | Caisse d'Épargne                | 128 pts                         |
| 3e                              | Andy Schleck                    | Luxembourg                      | Saxo Bank                       | 116 pts                         |
| 4e                              | Alberto Contador Place vacante  | Espagne —                       | Astana —                        |                                 |
| 5e                              | Damiano Cunego                  | Italie                          | Lampre-Farnese                  | 99 pts                          |
| 6e                              | Samuel Sánchez                  | Espagne                         | Euskaltel-Euskadi               | 96 pts                          |
| 7e                              | Sandy Casar                     | France                          | FDJ                             | 93 pts                          |
| 8e                              | Jérôme Pineau                   | France                          | Quick Step                      | 92 pts                          |
| 9e                              | Thomas Voeckler                 | France                          | BBox Bouygues Telecom           | 82 pts                          |
| 10e                             | Pierrick Fédrigo                | France                          | BBox Bouygues Telecom           | 72 pts                          |
| modifier                        |                                 |                                 |                                 |                                 |

#### Classement du meilleur jeune

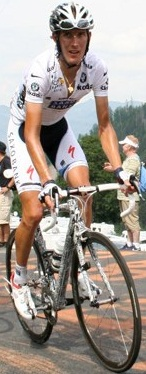
Andy Schleck avec le maillot blanc

| Classement du meilleur jeune | Classement du meilleur jeune | Classement du meilleur jeune | Classement du meilleur jeune | Classement du meilleur jeune |
|                              | Coureur                      | Pays                         | Équipe                       | Temps                        |
| ---------------------------- | ---------------------------- | ---------------------------- | ---------------------------- | ---------------------------- |
| 1er                          | Andy Schleck                 | Luxembourg                   | Saxo Bank                    | en 91 h 59 min 27 s          |
| 2e                           | Robert Gesink                | Pays-Bas                     | Rabobank                     | + 8 min 52 s                 |
| 3e                           | Roman Kreuziger              | République tchèque           | Liquigas-Doimo               | + 11 min 15 s                |
| 4e                           | Julien El Fares              | France                       | Cofidis                      | + 52 min 43 s                |
| 5e                           | Cyril Gautier                | France                       | BBox Bouygues Telecom        | + 1 h 24 min 33 s            |
| 6e                           | Jakob Fuglsang               | Danemark                     | Saxo Bank                    | + 1 h 37 min 53 s            |
| 7e                           | Rafael Valls                 | Espagne                      | Footon-Servetto              | + 1 h 41 min 48 s            |
| 8e                           | Pierre Rolland               | France                       | BBox Bouygues Telecom        | + 1 h 46 min 3 s             |
| 9e                           | Geraint Thomas               | Royaume-Uni                  | Sky                          | + 1 h 59 min 56 s            |
| 10e                          | José Joaquín Rojas           | Espagne                      | Caisse d'Épargne             | + 2 h 1 min 19 s             |
| modifier                     |                              |                              |                              |                              |

| \| Classement par équipes[40] \| Classement par équipes[40] \| Classement par équipes[40] \| Classement par équipes[40] \| \| \| Équipe \| Pays \| Temps \| \| -------------------------- \| -------------------------- \| -------------------------- \| -------------------------- \| \| 1re \| RadioShack \| États-Unis \| en 276 h 2 min 3 s \| \| 2e \| Caisse d'Épargne \| Espagne \| + 9 min 15 s \| \| 3e \| Rabobank \| Pays-Bas \| + 27 min 49 s \| \| 4e \| AG2R La Mondiale \| France \| + 41 min 10 s \| \| 5e \| Omega Pharma-Lotto \| Belgique \| + 51 min 1 s \| \| 6e \| Astana \| Kazakhstan \| + 56 min 16 s \| \| 7e \| Quick Step \| Belgique \| + 1 h 6 min 23 s \| \| 8e \| Euskaltel-Euskadi \| Espagne \| + 1 h 23 min 2 s \| \| 9e \| Liquigas-Doimo \| Italie \| + 1 h 29 min 14 s \| \| 10e \| BBox Bouygues Telecom \| France \| + 1 h 54 min 18 s \| \| modifier \| \| \| \| | - Sylvain Chavanel (Quick Step) |            |                    |
| Classement par équipes |                                 |            |                    |
| | Équipe                          | Pays       | Temps              |
| 1re | RadioShack                      | États-Unis | en 276 h 2 min 3 s |
| 2e | Caisse d'Épargne                | Espagne    | + 9 min 15 s       |
| 3e | Rabobank                        | Pays-Bas   | + 27 min 49 s      |
| 4e | AG2R La Mondiale                | France     | + 41 min 10 s      |
| 5e | Omega Pharma-Lotto              | Belgique   | + 51 min 1 s       |
| 6e | Astana                          | Kazakhstan | + 56 min 16 s      |
| 7e | Quick Step                      | Belgique   | + 1 h 6 min 23 s   |
| 8e | Euskaltel-Euskadi               | Espagne    | + 1 h 23 min 2 s   |
| 9e | Liquigas-Doimo                  | Italie     | + 1 h 29 min 14 s  |
| 10e | BBox Bouygues Telecom           | France     | + 1 h 54 min 18 s  |
| modifier |                                 |            |                    |

### Évolution des classements
| Étape              | Vainqueur            | Classement général | Classement par points | Classement de la montagne | Classement du meilleur jeune | Classement par équipes | Prix de la combativité |
| ------------------ | -------------------- | ------------------ | --------------------- | ------------------------- | ---------------------------- | ---------------------- | ---------------------- |
| P                  | Fabian Cancellara    | Fabian Cancellara  | Fabian Cancellara     | Non décerné               | Tony Martin                  | RadioShack             | Non décerné            |
| 1                  | Alessandro Petacchi  | Fabian Cancellara  | Alessandro Petacchi   | Non décerné               | Tony Martin                  | RadioShack             | Maarten Wynants        |
| 2                  | Sylvain Chavanel     | Sylvain Chavanel   | Sylvain Chavanel      | Jérôme Pineau             | Tony Martin                  | Quick Step             | Sylvain Chavanel       |
| 3                  | Thor Hushovd         | Fabian Cancellara  | Thor Hushovd          | Jérôme Pineau             | Geraint Thomas               | Saxo Bank              | Ryder Hesjedal         |
| 4                  | Alessandro Petacchi  | Fabian Cancellara  | Thor Hushovd          | Jérôme Pineau             | Geraint Thomas               | Saxo Bank              | Dimitri Champion       |
| 5                  | Mark Cavendish       | Fabian Cancellara  | Thor Hushovd          | Jérôme Pineau             | Geraint Thomas               | Saxo Bank              | José Iván Gutiérrez    |
| 6                  | Mark Cavendish       | Fabian Cancellara  | Thor Hushovd          | Jérôme Pineau             | Geraint Thomas               | Saxo Bank              | Mathieu Perget         |
| 7                  | Sylvain Chavanel     | Sylvain Chavanel   | Thor Hushovd          | Jérôme Pineau             | Andy Schleck                 | Astana                 | Jérôme Pineau          |
| 8                  | Andy Schleck         | Cadel Evans        | Thor Hushovd          | Jérôme Pineau             | Andy Schleck                 | Rabobank               | Mario Aerts            |
| 9                  | Sandy Casar          | Andy Schleck       | Thor Hushovd          | Anthony Charteau          | Andy Schleck                 | Caisse d'Épargne       | Luis León Sánchez      |
| 10                 | Sérgio Paulinho      | Andy Schleck       | Thor Hushovd          | Jérôme Pineau             | Andy Schleck                 | Caisse d'Épargne       | Mario Aerts            |
| 11                 | Mark Cavendish       | Andy Schleck       | Alessandro Petacchi   | Jérôme Pineau             | Andy Schleck                 | Caisse d'Épargne       | Stéphane Augé          |
| 12                 | Joaquim Rodríguez    | Andy Schleck       | Thor Hushovd          | Anthony Charteau          | Andy Schleck                 | RadioShack             | Alexandre Vinokourov   |
| 13                 | Alexandre Vinokourov | Andy Schleck       | Alessandro Petacchi   | Anthony Charteau          | Andy Schleck                 | RadioShack             | Juan Antonio Flecha    |
| 14                 | Christophe Riblon    | Andy Schleck       | Alessandro Petacchi   | Anthony Charteau          | Andy Schleck                 | Caisse d'Épargne       | Christophe Riblon      |
| 15                 | Thomas Voeckler      | Andy Schleck       | Alessandro Petacchi   | Anthony Charteau          | Andy Schleck                 | RadioShack             | Thomas Voeckler        |
| 16                 | Pierrick Fédrigo     | Andy Schleck       | Thor Hushovd          | Anthony Charteau          | Andy Schleck                 | RadioShack             | Non attribué           |
| 17                 | Andy Schleck         | Andy Schleck       | Thor Hushovd          | Anthony Charteau          | Andy Schleck                 | RadioShack             | Alexandr Kolobnev      |
| 18                 | Mark Cavendish       | Andy Schleck       | Alessandro Petacchi   | Anthony Charteau          | Andy Schleck                 | RadioShack             | Daniel Oss             |
| 19                 | Fabian Cancellara    | Andy Schleck       | Alessandro Petacchi   | Anthony Charteau          | Andy Schleck                 | RadioShack             | Non décerné            |
| 20                 | Mark Cavendish       | Andy Schleck       | Alessandro Petacchi   | Anthony Charteau          | Andy Schleck                 | RadioShack             | Non décerné            |
| Classements finals | Classements finals   | Andy Schleck       | Alessandro Petacchi   | Anthony Charteau          | Andy Schleck                 | RadioShack             | Sylvain Chavanel       |

Le classement a été modifié après la fin du Tour 2010, en février 2012, avec la suspension d'Alberto Contador pour dopage. Contador avait porté le maillot jaune de leader de la 15e étape jusqu'à la dernière étape.

### Classement mondial
Les 20 premiers du général et les cinq premiers de chaque étape marquent des points pour le Classement mondial UCI 2010.
| Position           | 1er | 2e  | 3e  | 4e  | 5e  | 6e | 7e | 8e | 9e | 10e | 11e | 12e | 13e | 14e | 15e | 16e | 17e | 18e | 19e | 20e |
| Classement général | 200 | 150 | 120 | 110 | 100 | 90 | 80 | 70 | 60 | 50  | 40  | 30  | 24  | 20  | 16  | 12  | 10  | 8   | 6   | 4   |
| Points par étapes  | 20  | 10  | 6   | 4   | 2   |    |    |    |    |     |     |     |     |     |     |     |     |     |     |     |

| #   | Coureur               | Équipe             | Pts |
| --- | --------------------- | ------------------ | --- |
| DSQ | Alberto Contador      | Astana             | DSQ |
| 1   | Andy Schleck          | Team Saxo Bank     | 248 |
| 2   | Denis Menchov         | Rabobank           | 160 |
| 3   | Samuel Sánchez        | Euskaltel-Euskadi  | 138 |
| 4   | Jurgen Van den Broeck | Omega Pharma-Lotto | 114 |
| 5   | Mark Cavendish        | Team HTC-Columbia  | 110 |
| 6   | Joaquim Rodríguez     | Team Katusha       | 108 |
| 7   | Robert Gesink         | Rabobank           | 106 |
| 8   | Ryder Hesjedal        | Garmin-Transitions | 98  |
| 9   | Alessandro Petacchi   | Lampre-Farnese     | 78  |

| 11 | Roman Kreuziger      | Liquigas-Doimo        | 64 |
| 12 | Christopher Horner   | Team RadioShack       | 52 |
| 13 | Luis León Sánchez    | Caisse d'Épargne      | 50 |
| 14 | Fabian Cancellara    | Team Saxo Bank        | 40 |
| 14 | Sylvain Chavanel     | Quick Step            | 40 |
| 16 | Alexandre Vinokourov | Astana                | 38 |
| 17 | Rubén Plaza          | Caisse d'Épargne      | 36 |
| 18 | Sandy Casar          | FDJ                   | 30 |
| 19 | Thor Hushovd         | Cervélo TestTeam      | 28 |
| 20 | Julian Dean          | Garmin-Transitions    | 26 |
| 21 | Levi Leipheimer      | Team RadioShack       | 24 |
| 21 | Thomas Voeckler      | BBox Bouygues Telecom | 24 |
| 23 | Robbie McEwen        | Team Katusha          | 22 |
| 24 | Tony Martin          | Team HTC-Columbia     | 20 |
| 24 | Sérgio Paulinho      | Team RadioShack       | 20 |
| 24 | Christophe Riblon    | AG2R La Mondiale      | 20 |
| 24 | Pierrick Fédrigo     | BBox Bouygues Telecom | 20 |
| 24 | Andreas Klöden       | Team RadioShack       | 20 |
| 29 | Nicolas Roche        | AG2R La Mondiale      | 16 |
| 29 | Tyler Farrar         | Garmin-Transitions    | 16 |
| 29 | Edvald Boasson Hagen | Team Sky              | 16 |
| 32 | Geraint Thomas       | Team Sky              | 12 |
| 32 | Gerald Ciolek        | Team Milram           | 12 |
| 34 | Thomas Lövkvist      | Team Sky              | 10 |
| 34 | Maxime Bouet         | AG2R La Mondiale      | 10 |
| 34 | Mark Renshaw         | Team HTC-Columbia     | 10 |
| 34 | Rafael Valls         | Footon-Servetto       | 10 |
| 34 | Vasil Kiryienka      | Caisse d'Épargne      | 10 |
| 34 | José Joaquín Rojas   | Caisse d'Épargne      | 10 |
| 34 | Alessandro Ballan    | BMC Racing Team       | 10 |
| 34 | Damiano Cunego       | Lampre-Farnese        | 10 |
| 42 | Kevin De Weert       | Quick Step            | 8  |
| 43 | John Gadret          | AG2R La Mondiale      | 6  |
| 43 | Aitor Pérez Arrieta  | Footon-Servetto       | 6  |
| 43 | Juan Manuel Gárate   | Rabobank              | 6  |
| 43 | Fabian Wegmann       | Team Milram           | 6  |
| 43 | David Millar         | Garmin-Transitions    | 6  |
| 43 | Cadel Evans          | BMC Racing Team       | 6  |
| 43 | Dries Devenyns       | Quick Step            | 6  |
| 43 | Bert Grabsch         | Team HTC-Columbia     | 6  |
| 51 | Lance Armstrong      | Team RadioShack       | 4  |
| 51 | Lloyd Mondory        | AG2R La Mondiale      | 4  |
| 51 | Christophe Moreau    | Caisse d'Épargne      | 4  |
| 51 | Pierre Rolland       | BBox Bouygues Telecom | 4  |
| 51 | Ignatas Konovalovas  | Cervélo TestTeam      | 4  |
| 51 | Jürgen Roelandts     | Omega Pharma-Lotto    | 4  |
| 51 | Óscar Freire         | Rabobank              | 4  |
| 51 | Carlos Sastre        | Cervélo TestTeam      | 4  |
| 59 | Matthieu Ladagnous   | FDJ                   | 2  |
| 59 | Christian Knees      | Team Milram           | 2  |
| 59 | Robert Hunter        | Garmin-Transitions    | 2  |
| 59 | Mathieu Perget       | Caisse d'Épargne      | 2  |
| 59 | Anthony Charteau     | BBox Bouygues Telecom | 2  |
| 59 | Mario Aerts          | Omega Pharma-Lotto    | 2  |
| 59 | Luke Roberts         | Team Milram           | 2  |
| 59 | David Zabriskie      | Garmin-Transitions    | 2  |

| Pos | Coureur           | Équipe             | Points  |
| --- | ----------------- | ------------------ | ------- |
| 1   | Joaquim Rodríguez | Team Katusha       | 408     |
| 2   | Cadel Evans       | BMC Racing         | 390     |
| 3   | Andy Schleck      | Team Saxo Bank     | 308     |
| 4   | Philippe Gilbert  | Omega Pharma-Lotto | 304     |
| 5   | Luis León Sánchez | Caisse d'Épargne   | 293     |
| 1 6 | Alberto Contador  | Astana             | 482 260 |
| 7   | Fabian Cancellara | Team Saxo Bank     | 250     |
| 8   | Denis Menchov     | Rabobank           | 243     |
| 8   | Samuel Sánchez    | Euskaltel-Euskadi  | 243     |
| 10  | Robert Gesink     | Rabobank           | 235     |

## Aspects extra-sportifs

### Prix
Tout au long du parcours, plus de 3,27 millions d'euros sont distribués. Au départ, chaque équipe reçoit la somme de 51 243 €. En outre, chaque équipe présente à l'arrivée avec au moins sept coureurs obtient une prime de 1 600 € par coureur présent.
| Classements | 1.        | 2.        | 3.        | 4.       | 5.       | 6.       | 7.       | 8.      | Note                                    | Par jour |
| ----------- | --------- | --------- | --------- | -------- | -------- | -------- | -------- | ------- | --------------------------------------- | -------- |
| Général     | 450 000 € | 200 000 € | 100 000 € | 70 000 € | 50 000 € | 23 000 € | 11 500 € | 7 600 € | jusqu'au dernier coureur classé (400 €) | 350 €    |
| Points      | 025 000 € | 015 000 € | 010 000 € | 04 000 € | 03 500 € | 03 000 € | 02 500 € | 2 000 € |                                         | 300 €    |
| Grimpeur    | 025 000 € | 015 000 € | 010 000 € | 04 000 € | 03 500 € | 03 000 € | 02 500 € | 2 000 € |                                         | 300 €    |
| Jeune       | 020 000 € | 015 000 € | 010 000 € | 05 000 € | –        | –        | –        | –       | –                                       | 300 €    |
| Par équipes | 050 000 € | 030 000 € | 020 000 € | 12 000 € | 08 000 € | –        | –        | –       | –                                       | –        |
| Combatif    | 020 000 € | –         | –         | –        | –        | –        | –        | –       | –                                       | –        |

| Position                     | 1.       | 2.      | 3.      | Note                                     |
| ---------------------------- | -------- | ------- | ------- | ---------------------------------------- |
| Vainqueur d'étapes           | 8 000 €  | 4 000 € | 2 000 € | Jusqu'au 20e coureur (200 €)             |
| Contre-la-montre par équipes | 10 000 € | 5 000 € | 2 500 € | Jusqu'à la 20e équipe (200 €)            |
| Sprint intermédiaire         | 0800 €   | 0450 €  | 0300 €  | 46 sprints intermédiaires durant ce Tour |
| Côte classée HC              | 0800 €   | 0450 €  | 0300 €  | 6 durant ce Tour                         |
| Côte classée 1re cat.        | 0650 €   | 0400 €  | 0150 €  | 10 durant ce Tour                        |
| Côte classée 2e cat.         | 0500 €   | 0250 €  | –       | 9 durant ce Tour                         |
| Côte classée 3e cat.         | 0300 €   | –       | –       | 13 durant ce Tour                        |
| Côte classée 4e cat.         | 0200 €   | –       | –       | 20 durant ce Tour                        |
| Meilleur jeune               | 0500 €   | –       | –       | Pour le meilleur jeune de l'étape        |
| Combatif                     | 2 000 €  | –       | –       | Non attribué sur un contre-la-montre     |
| Équipe                       | 2 800 €  | –       | –       | Meilleure équipe de l'étape              |

- Prix spéciaux
  - Souvenirs Jacques-Goddet et Henri-Desgrange sur le Col du Tourmalet. Pour le premier de chaque ascension: 5 000 € (deux ascensions de ce col cette année)

### Lutte antidopage et déclassement de Alberto Contador
Le 23 juin 2010, après plusieurs mois de désaccord avec l'UCI, l'AFLD est interdite de contrôles sur le Tour de France, bien qu'elle ait fait appel devant l'AMA. En 2009, l'AFLD avait affirmé que l'équipe kazakhe Astana aurait bénéficié d'un traitement de faveur de la part de l'UCI. L'UCI se retrouve seule pour organiser les contrôles antidopage sur ce Tour.
Le 2 juillet 2010, veille du départ, l'équipe Cervélo écarte et suspend l'espagnol Xavier Florencio pour violation du règlement interne. Florencio aurait pris sans autorisation médicale de l'éphédrine pour soigner une douleur à la selle.
Le 30 septembre 2010, Alberto Contador est suspendu à titre provisoire par l'UCI en raison d'un « résultat d’analyse anormal dans un échantillon d’urine prélevé lors de la deuxième journée de repos du Tour de France 2010 ». Cette analyse a révélé la présence de clenbuterol. La faible concentration de ce produit conduit l'UCI à mener « des investigations scientifiques complémentaires, en collaboration avec l'Agence mondiale antidopage. Alberto Contador affirme avoir été victime d'une contamination alimentaire,. La fédération espagnole de cyclisme blanchit le coureur, puis le tribunal arbitral du sport (TAS) se saisit de l'affaire. Le TAS doit prendre sa décision en août 2011, ce qui permet à Contador de participer au Tour 2011. Après la fin du Tour 2011, le TAS annonce que l'audience de Contador est reportée en novembre 2011.
Le 6 février 2012, le tribunal arbitral du sport annonce que le coureur est suspendu pour deux ans avec effet rétroactif. Alberto Contador est déclassé du Tour de France 2010, et la victoire est attribuée par l'UCI à Andy Schleck qui affirme « n'avoir aucune raison d'être heureux » de cette décision et estime que « c'est juste un jour très triste pour le cyclisme ». Le directeur du Tour Christian Prudhomme estime que « dix-huit mois d'attente, c'est trop long, beaucoup trop long ».
En octobre 2012, l’UCI annonce qu'une procédure disciplinaire à l’encontre du coureur espagnol Carlos Barredo est ouverte à la suite d'anomalies dans son passeport biologique. Il est finalement suspendu deux ans et est disqualifié des courses auxquelles il a participé entre le 26 octobre 2007 et le 24 septembre 2011 dont sa 41e place sur cette édition du Tour de France qui reste vacante,.